# Тезія золотоголова
Тезія золотоголова (Tesia olivea) — вид горобцеподібних птахів родини Cettiidae.

## Поширення
Вид в Південно-Східній Азії від східних Гімалаїв до західного Китаю та північного Індокитаю. Його природними середовищами існування є субтропічні гірські та помірні ліси.

## Опис
Дрібний птах, завдовжки 9-10 см, вага тіла 6-9 г. Сезон розмноження триває протягом травня — липня. Самиці відкладають по 3-5 яєць.

## Спосіб життя
Полює на дрібних комах у підліску і на землі.

## Підвиди
- Tesia olivea chiangmaiensis Renner, Rappole, Rasmussen, Aung, Aung, Shwe, Dumbacher & Fleischer, 2008
- Tesia olivea olivea (McClelland, 1840)